# Braian Martínez
Braian Miguel Angel Martínez (Presidencia Roque Sáenz Peña, 18 agosto 1999) è un calciatore argentino, attaccante del Tigre in prestito dall'Independiente.

## Caratteristiche tecniche
È un'ala sinistra.

## Carriera
Cresciuto nel settore giovanile dell'Independiente, ha esordito in prima squadra il 19 gennaio 2020 disputando l'incontro di Superliga perso 2-1 contro il River Plate.

## Statistiche

### Presenze e reti nei club
Statistiche aggiornate al 14 luglio 2025.
| Stagione             | Squadra              | Campionato           | Campionato | Campionato | Coppe nazionali | Coppe nazionali | Coppe nazionali | Coppe continentali | Coppe continentali | Coppe continentali | Altre coppe | Altre coppe | Altre coppe | Totale | Totale | Totale |
| Stagione             | Squadra              | Comp                 | Pres       | Reti       | Comp            | Pres            | Reti            | Comp               | Pres               | Reti               | Comp        | Pres        | Reti        | Pres   | Reti   |        |
| -------------------- | -------------------- | -------------------- | ---------- | ---------- | --------------- | --------------- | --------------- | ------------------ | ------------------ | ------------------ | ----------- | ----------- | ----------- | ------ | ------ | ------ |
| 2019-2020            | Independiente        | PD                   | 7          | 0          | CA+CdS+CdL      | 0+1+8           | 0               | CS                 | 2                  | 0                  | -           | -           | -           | 18     | 0      |        |
| 2021                 | Independiente        | PD                   | 16         | 1          | CA+CdL          | 0+5             | 0               | CL                 | 7                  | 0                  | -           | -           | -           | 28     | 1      |        |
| 2022                 | Aldosivi             | PD                   | 19         | 1          | CA+CdL          | 1+11            | 1+1             | -                  | -                  | -                  | -           | -           | -           | 31     | 3      |        |
| 2023                 | Independiente        | PD                   | 17         | 2          | CA+CdL          | 2+11            | 0+2             | -                  | -                  | -                  | -           | -           | -           | 30     | 4      |        |
| 2024                 | Everton              | PD                   | 14         | 4          | CC              | 0               | 0               | CS                 | 1                  | 0                  | -           | -           | -           | 15     | 4      |        |
| 2025                 | Independiente        | PD                   | 0          | 0          | CA              | 0               | 0               | CS                 | 1                  | 0                  | -           | -           | -           | 1      | 0      |        |
| Totale Independiente | Totale Independiente | Totale Independiente | 40         | 3          |                 | 27              | 2               |                    | 10                 | 0                  |             | -           | -           | 77     | 5      |        |
| 2025                 | Tigre                | PD                   | 1          | 0          | CA              | -               | -               | -                  | -                  | -                  | -           | -           | -           | 1      | 0      |        |
| Totale carriera      | Totale carriera      | Totale carriera      | 74         | 8          |                 | 39              | 4               |                    | 11                 | 0                  |             | -           | -           | 124    | 12     |        |